# Tage Radetzky
Tage Radetzky, född 27 oktober 1878 i Helsingborg, död 27 februari 1954 i Malmö, var en svensk målare och grafiker.
Han var son till Carl Radetzky och Maria Christina Åkesson. Radetzky fick sin första utbildning som litograf vid faderns stentryckeri och fortsatte därefter sina studier vid Högre konstindustriella skolan i Stockholm och vid konstakademien i Budapest 1904–1908 samt vid akademien för grafisk konst i Leipzig 1913–1914. Han medverkade regelbundet i Skånes konstförenings utställningar och han medverkade i Svenska exlibrisföreningens utställning på Nordiska museet i Stockholm 1948. Tillsammans med Gotthard Sandberg ställde han ut på Malmö rådhus 1929 och separat ställde han bland annat ut på SDS-hallen i Malmö. Hans konst består av motiv från det gamla Malmö utförda i olja, akvarell eller i form av etsningar. Radetzky är representerad vid Malmö museum och Sydöstra Skånes museum i Tomelilla. Han är begravd på Sankt Pauli norra kyrkogård i Malmö.